# Lesches
Lesches (franskt uttal: [lɛʃ]
 ( lyssna)) är en kommun i departementet Seine-et-Marne i regionen Île-de-France i norra Frankrike. Kommunen ligger i kantonen Lagny-sur-Marne som tillhör arrondissementet Torcy. År 2022 hade Lesches 767 invånare.

## Befolkningsutveckling
| Befolkningsutvecklingen i Lesches 1968–2021 | Befolkningsutvecklingen i Lesches 1968–2021 | Befolkningsutvecklingen i Lesches 1968–2021 | Befolkningsutvecklingen i Lesches 1968–2021 | Befolkningsutvecklingen i Lesches 1968–2021 |
| ------------------------------------------- | ------------------------------------------- | ------------------------------------------- | ------------------------------------------- | ------------------------------------------- |
|                                             |                                             |                                             |                                             |                                             |
| År                                          |                                             |                                             | Folkmängd                                   |                                             |
| 1968                                        | 1968                                        |                                             | 332                                         |                                             |
| 1975                                        | 1975                                        |                                             | 331                                         |                                             |
| 1982                                        | 1982                                        |                                             | 386                                         |                                             |
| 1990                                        | 1990                                        |                                             | 572                                         |                                             |
| 1999                                        | 1999                                        |                                             | 534                                         |                                             |
| 2007                                        | 2007                                        |                                             | 664                                         |                                             |
| 2015                                        | 2015                                        |                                             | 707                                         |                                             |
| 2021                                        | 2021                                        |                                             | 772                                         |                                             |